# 根尖
根尖（こんせん）は、歯根の先端のことである。根尖が病気となったとき、根尖病変という。

## 概要
根尖は歯の部分でも重要な部分であり、この部分が病変となると、最悪の場合、病変が全身に転移し、死に至ることも稀にある。根管治療が必要であるが、悪化している場合には抜歯することとなり、入れ歯を作ることも多い。